# Stereospermum
Stereospermum é um género botânico pertencente à família Bignoniaceae.

## Sinonímia
Dipterosperma, Hieranthes, Siphocolea

### Espécies
Apresenta 51 espécies:
Stereospermum acuminatissimum Stereospermum annamense Stereospermum angustifolium
Stereospermum arcuatum Stereospermum arguezona Stereospermum arnoldianum
Stereospermum banaibanai Stereospermum boivini Stereospermum bracteosum
Stereospermum caudatum Stereospermum chelonoides Stereospermum cinereo
Stereospermum colais Stereospermum crenulatum Stereospermum cylindricum
Stereospermum dentatum Stereospermum euphorioides Stereospermum filiforme
Stereospermum fimbriatum Stereospermum ghorta Stereospermum glandulosum
Stereospermum grandiflorum Stereospermum harmsianum Stereospermum hasskarlii
Stereospermum hildebrandtii Stereospermum hypostictum Stereospermum integrifolium
Stereospermum katangense Stereospermum kunthianum Stereospermum leonense
Stereospermum longiflorum Stereospermum mekongense Stereospermum nematocarpum
Stereospermum neuranthum Stereospermum personatum Stereospermum pinnatum
Stereospermum quadripinnatum Stereospermum rhoifolium Stereospermum seemannii
Stereospermum senegalense Stereospermum serrulatum Stereospermum sinicum
Stereospermum strigillosum Stereospermum suaveolens Stereospermum tetragonum
Stereospermum tomentosum Stereospermum undatum Stereospermum variabile
Stereospermum verdickii Stereospermum wallichii Stereospermum zylocarpum